# Saldenburg
Saldenburg település Németországban, azon belül Bajorországban. Lakosainak száma 2004 fő (2023. december 31.). Saldenburg Perlesreut, Grafenau, Schönberg, Thurmansbang és Tittling községekkel határos.

## Népesség
A település népessége az elmúlt években az alábbi módon változott:
| Lakosok száma | 1059 | 1353 | 1760 | 1982 | 1921 | 1936 | 1945 | 1978 | 1996 | 2004 |
|               | 1875 | 1950 | 1975 | 1987 | 2012 | 2014 | 2016 | 2017 | 2021 | 2023 |